# Eierdiebe
Eierdiebe is een Duitse komische-dramafilm uit 2003, geschreven en geregisseerd door Robert Schwentke.

## Verhaal
Bij Martin (een student uit een goede familie) wordt teelbalkanker vastgesteld. Een omstandigheid die zijn voorheen ordentelijke en succesvolle leven op het spel dreigt te zetten. Omdat hij zijn vermogen om een erectie te krijgen niet op het spel wil zetten, begint hij aan een chemotherapiekuur van drie maanden. Er ontstaat een steeds sterkere vriendschap tussen hem en zijn ongewone kamergenoten Nickel en Harry ook kankerpatiënten. Deze vriendschap wordt gecompleteerd door Susanne, die aan kanker lijdt.
Als resultaat van een weddenschap besluiten de vier om Martins gestolen testikels terug te krijgen, aangezien ze nog steeds van hen zijn. Nadat ze hem van pathologie hebben gestolen en hem buiten het ziekenhuis hebben begraven, stort Nickel in en sterft even later. Susanne's toestand verslechterde ook en ze stierf uiteindelijk op de intensive care. Alleen Martin en Harry overleven hun kanker voorlopig.

## Rolverdeling
| Acteur              | Personage        |
| ------------------- | ---------------- |
| Wotan Wilke Möhring | Martin Schwarz   |
| Janek Rieke         | Nickel           |
| Antoine Monot, Jr.  | Harry            |
| Julia Hummer        | Susanne          |
| Alexander Beyer     | Roman Schwarz    |
| Marie Gruber        | Gabriele Schwarz |
| Thomas Thieme       | Hans Schwarz     |
| Doris Schretzmayer  | Schwester Elke   |
| Fatih Çevikkollu    | Verpleger        |
| Götz Schubert       | Dr. Bofinger     |
| Leander Haußmann    | Winnie           |

## Productie
De opnames vonden plaats in het ziekenhuis de Vivantes Klinikum Am Urban in Berlin-Kreuzberg.

## Release
De film ging in première op 16 februari 2003 op het Internationaal filmfestival van Berlijn.

## Prijzen en nominaties
| Jaar | Prijs                     | Categorie                         | Genomineerde(n)     | Uitslag     |
| ---- | ------------------------- | --------------------------------- | ------------------- | ----------- |
| 2003 | Biberacher Filmfestspiele | Publieksprijs                     | Robert Schwentke    | Gewonnen    |
| 2003 | Deep Ellum Film Festival  | Dramatische competitie            | Robert Schwentke    | Gewonnen    |
| 2003 | Deep Ellum Film Festival  | Beste Deep Ellum/Dallas - Feature | Robert Schwentke    | Gewonnen    |
| 2004 | New Faces Award           | Acteur                            | Wotan Wilke Möhring | Genomineerd |